# Schattenkinder (Band)
Schattenkinder ist eine neoklassische Dark-Wave-Formation aus Dresden.

## Geschichte
Schattenkinder wurde 2001 von Reiner J. als Studioprojekt ins Leben gerufen. Aus dieser Zeit stammt auch der Bandname, der vor allem wegen seiner Einprägsamkeit beibehalten wurde. Mit Madeleine A. als Sängerin fand sich ein zweites, festes Projektmitglied.
Nach einer Zeit mit mehreren Besetzungswechseln existiert Schattenkinder in der heutigen Besetzung seit Anfang 2003.
Nachdem 2004 das erste Debütalbum Vision of Nightfall beim inzwischen in Konkurs gegangenen Label Dark Wings erschienen war, folgte im Februar 2008 der zweite Longplayer Weisser Regen auf dem Label Curzweyhl. Seit 2003 geben Schattenkinder hin und wieder auch Konzerte, wobei die Musik durch eine Background-Videoshow untermalt wird.

## Stil
Waren die ersten Demo-Stücke noch querbeet mit Einflüssen zwischen Neue Deutsche Todeskunst und Neofolk angelegt, so kristallisierte sich im Verlauf der weiteren Zusammenarbeit der heutige Stil von Schattenkinder heraus. Während die melancholische Grundstimmung auf Anleihen aus dem Dark-Wave-Umfeld schließen lässt, sorgen Einflüsse aus Weltmusik, Folk und Trip-Hop dafür, dass die Musik trotz Verwandtschaft zu Bands wie Dargaard, Stoa, Bel Canto oder Love Is Colder Than Death und entfernten Anklängen an Dead Can Dance einen eigenständigen Mix darstellt. Prägend sind dabei vor allem der Gesang der zwei Leadsängerinnen, aber auch die klassisch inspirierten Geigeneinsätze, während elektronische Rhythmen und Soundlandschaften sowie Gitarren und Bass-Sounds Akzente setzen. Mehrsprachigkeit und Sprachklang, auch innerhalb eines Songs, verwendet die Band als Stilmittel. Gesungen wird in Altgriechisch, Französisch, Englisch und Deutsch.

## Diskografie
- 2001: Reich der zarten Illusion (Demo)
- 2001: Reich der zarten Illusion (EP)
- 2004: Vision of Nightfall (Dark Wings)
- 2008: Weisser Regen (Curzweyhl)